# Militärflugplatz Ovda

i7
i11
i13

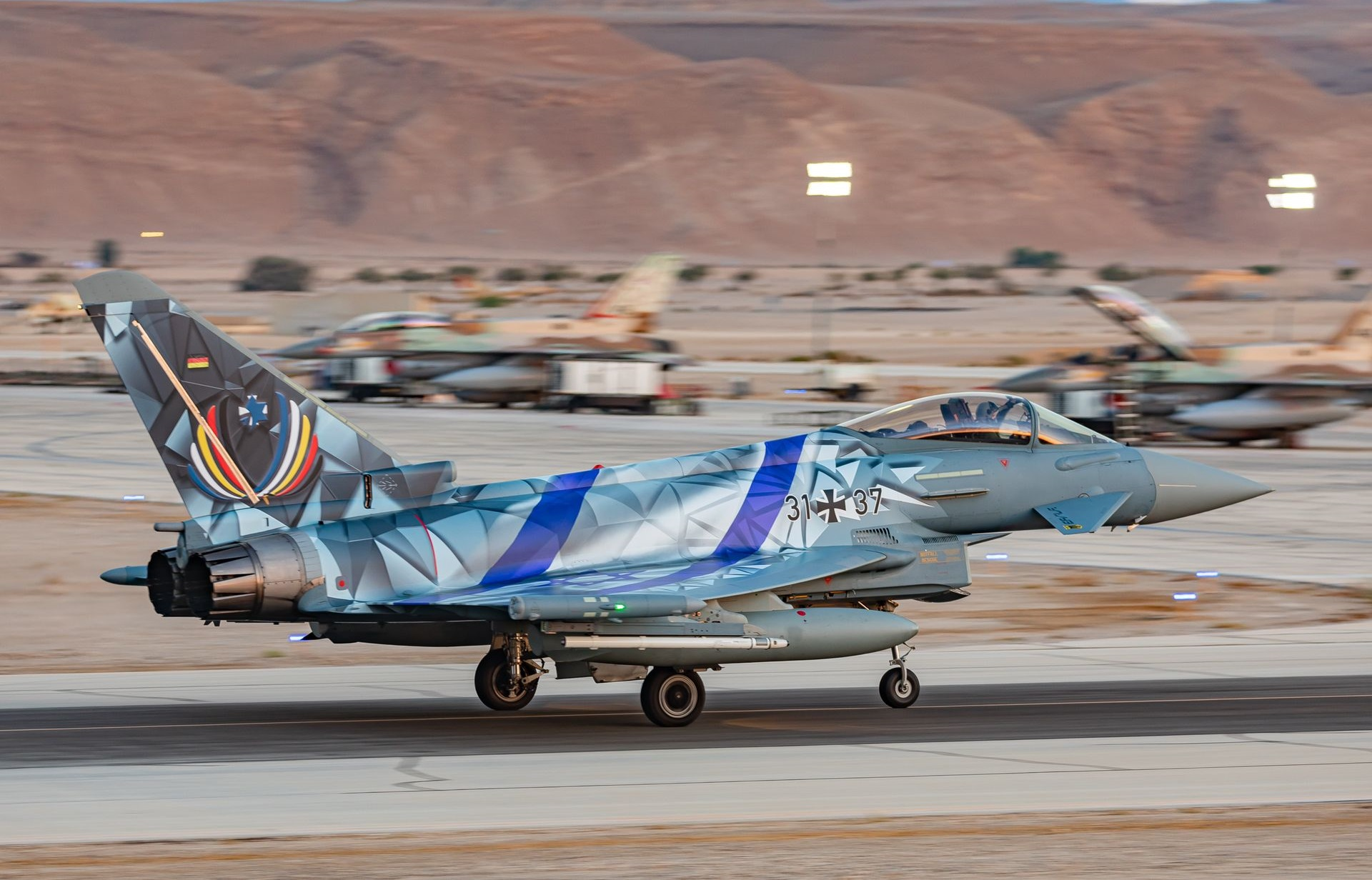
Ein Eurofighter Typhoon Kampfjet der Deutschen Luftwaffe mit israelisch-deutscher Folierung während Blue Flag 2021 auf der Ovda Airbase

Der Militärflugplatz Ovda (hebräisch בסיס עובדה, deutsch: Fakt, Tatsache, IATA-Code: VDA, ICAO-Code: LLOV) ist ein Stützpunkt der Israelischen Luftwaffe (IAF) und liegt ganz im Süden Israels, rund 40 Kilometer nördlich des Badeortes Eilat, in einer großen Ebene der südlichen Negev-Wüste. Auf ihm war bis Mitte Mai 2025 eine sogenannte Aggressor-Trainingsstaffel mit Kampfflugzeugen stationiert, und er besitzt zwei Start- und Landebahnen mit Längen von 3000 und 2600 Metern. Alle zwei Jahre findet auf ihm die internationale Militärflugübung Blue Flag statt.

## Geschichte

### Operation Uvda
Der Name Ovda stammt von der „Operation Uvda“ (hebräisch מבצע עובדה, Mivtza Uvda), die die letzte Kampagne der israelischen Streitkräfte (IDF) vom 5. bis 10. März 1949 während des Israelischen Unabhängigkeitskrieges gewesen ist. Ihr Ziel war die Eroberung der südlichen Negev-Wüste, die das Königreich Jordanien in den Waffenstillstandsverhandlungen von 1949 als unter jordanischer Kontrolle befindlich bezeichnet hatte. Der südliche Negev wurde im UN-Teilungsplan von 1947 als Teil des jüdischen Staates ausgewiesen. Der Name uvda (עובדה) bedeutet „Fakt“ oder „Tatsache“ und bezieht sich auf das Ziel der Operation, de facto die israelische Herrschaft über das betreffende Gebiet zu etablieren. Die israelischen Streitkräfte stießen auf ihrem Weg nicht auf nennenswerten Widerstand. Die bei dieser Operation beanspruchte Region wird seitdem als Uvda oder Ovda bezeichnet.
Im Verlauf der „Operation Uvda“ wurde 8 Kilometer nordwestlich des heutigen Militärflugplatzes das provisorische Abraham Flugfeld (Sde Avraham, Lage) angelegt.

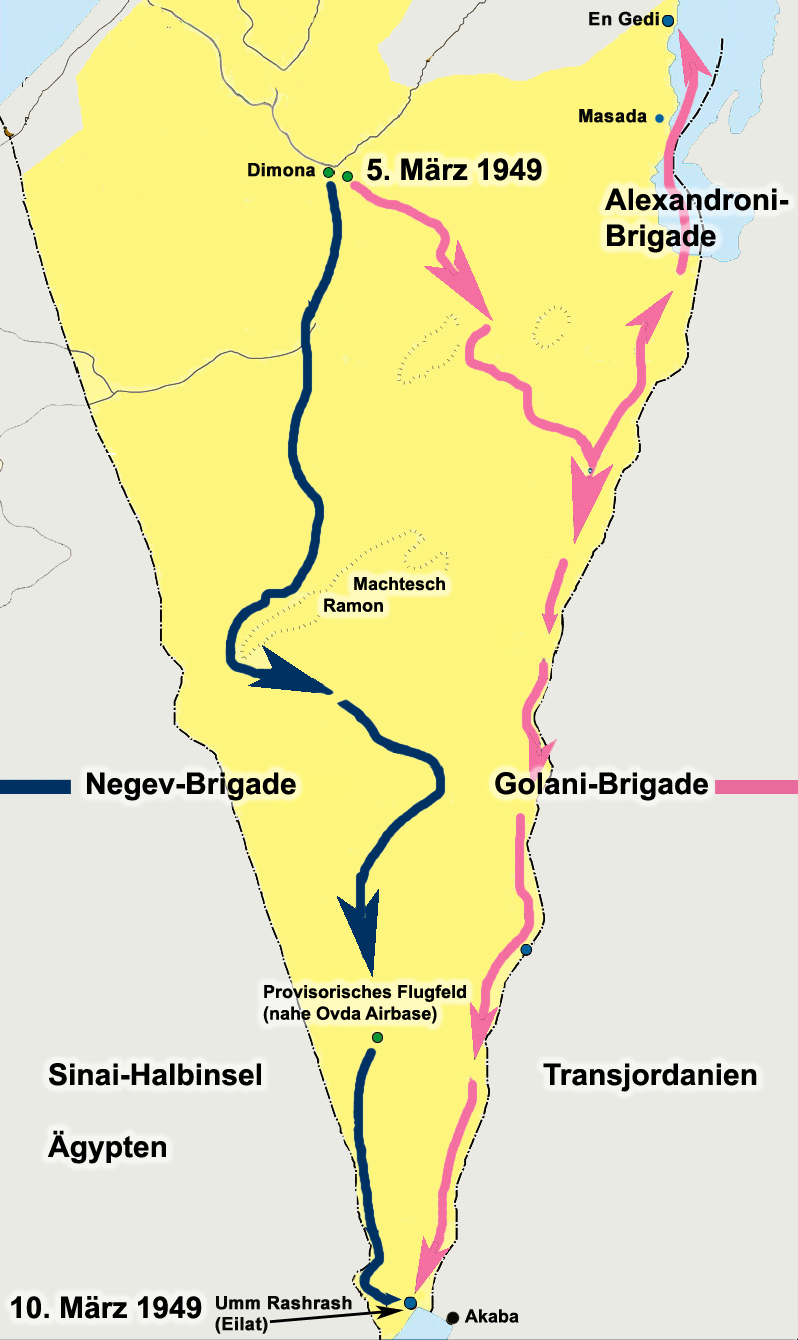
Karte der „Operation Uvda“ 1949 mit einem provisorischen Flugfeld im südlichen Negev
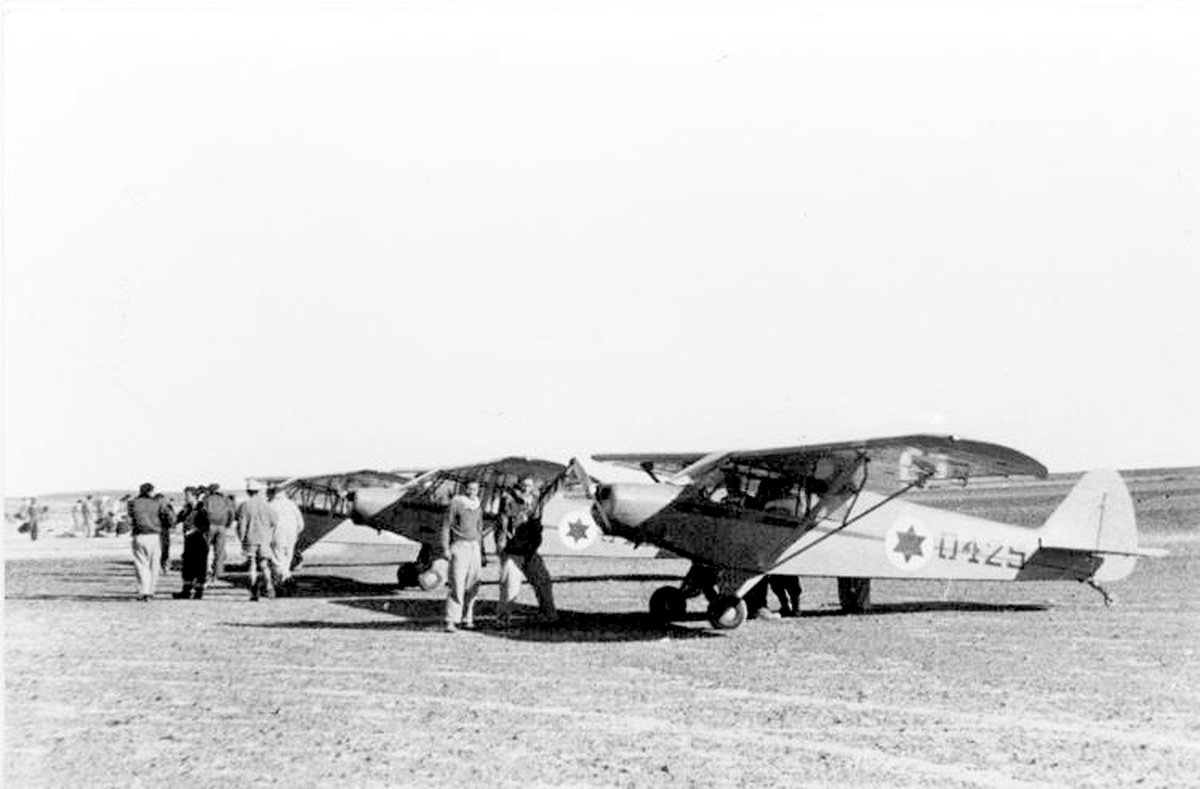
Piper PA-11 Cub Special auf dem provisorischen Abraham Flugfeld (Sde Avraham) während „Operation Uvda“
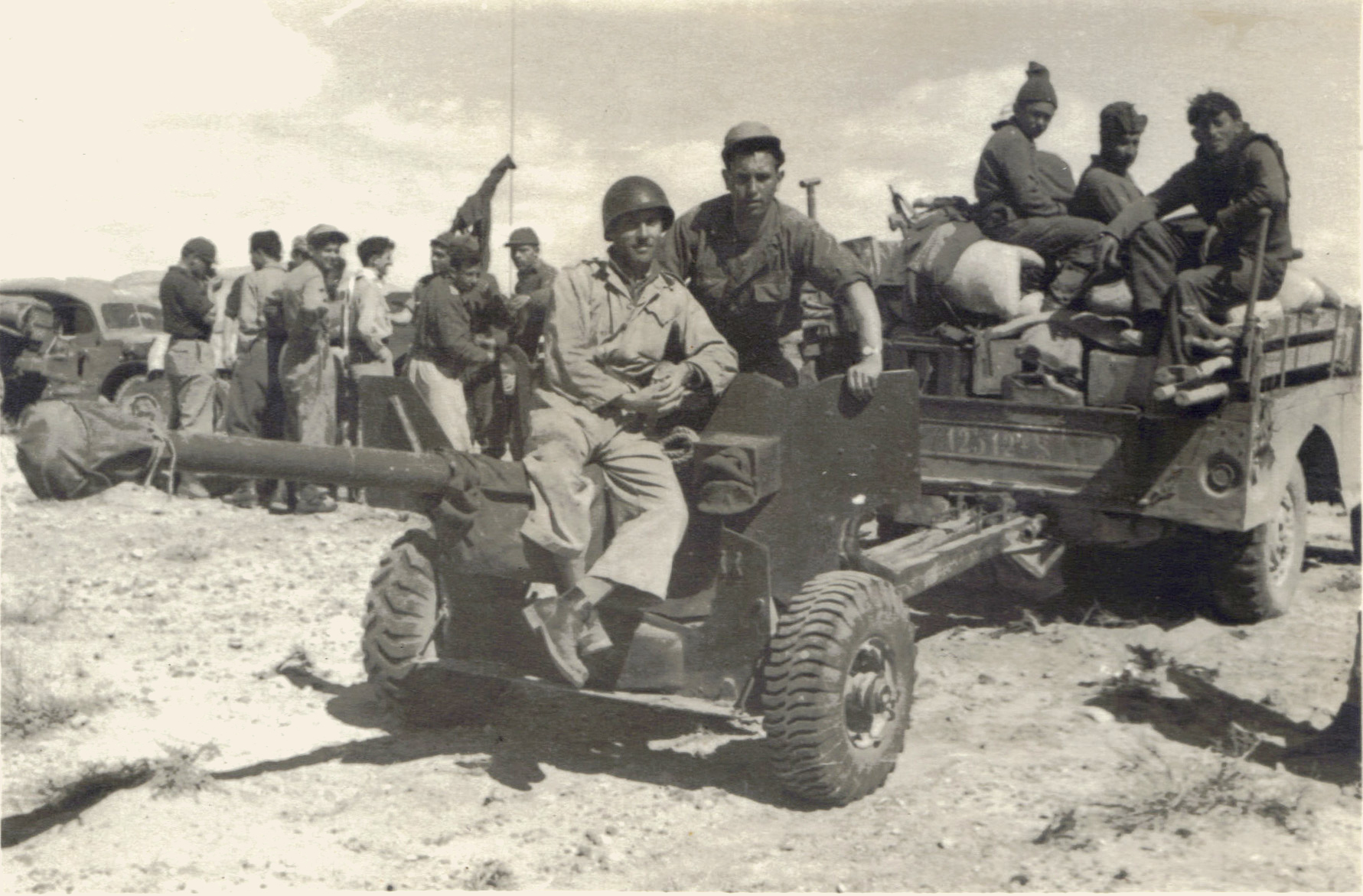
Die Golani-Brigade bei einer Rast während „Operation Uvda“ am 9. März 1949 irgendwo in der südlichen Negev-Wüste
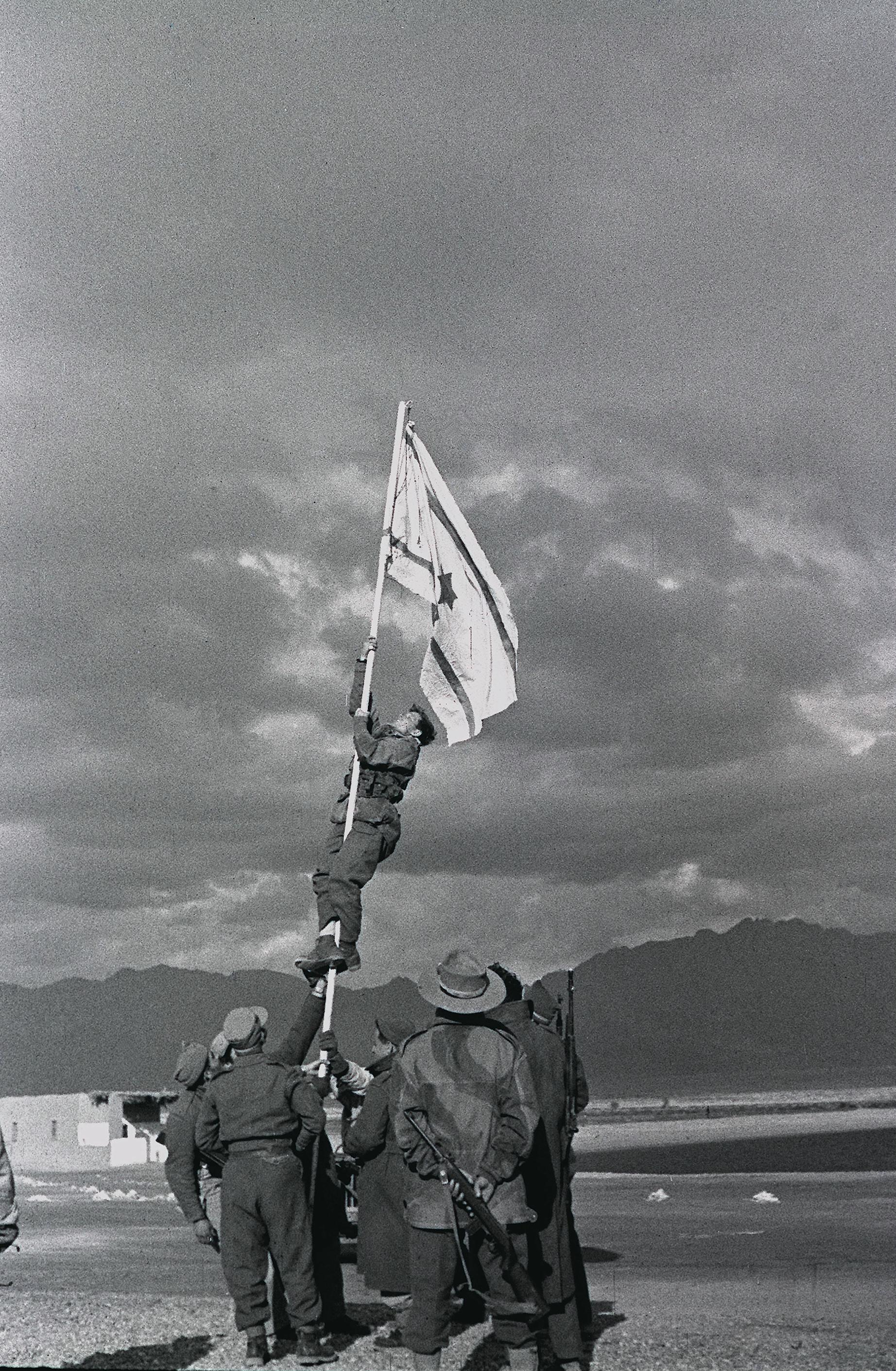
Die „Tintenflagge“ wird am 10. März 1949 in Eilat gehisst und markiert damit das Ende des Israelischen Unabhängigkeitskrieges

### Flughafen Ovda
Ovda wurde 1981 als Militärflugplatz eröffnet – als Ersatz für den nach dem Camp-David-Abkommen aufgegebenen Militärflugplatz Etzion und drei weitere auf der Sinai-Halbinsel (siehe Karte unterhalb). Von 1982 an wurde er auch für zivile Charterflüge und von 1988 bis 2019 schließlich für regelmäßige Linienflüge von Urlaubern aus Europa genutzt, die an den Badeort Eilat am Golf von Akaba gelangen wollten. Am 31. März 2019 wurde der zivile Teil wieder geschlossen, da der neue Flughafen Ramon inzwischen in Betrieb gegangen war, der zudem wesentlich näher an Eilat liegt.

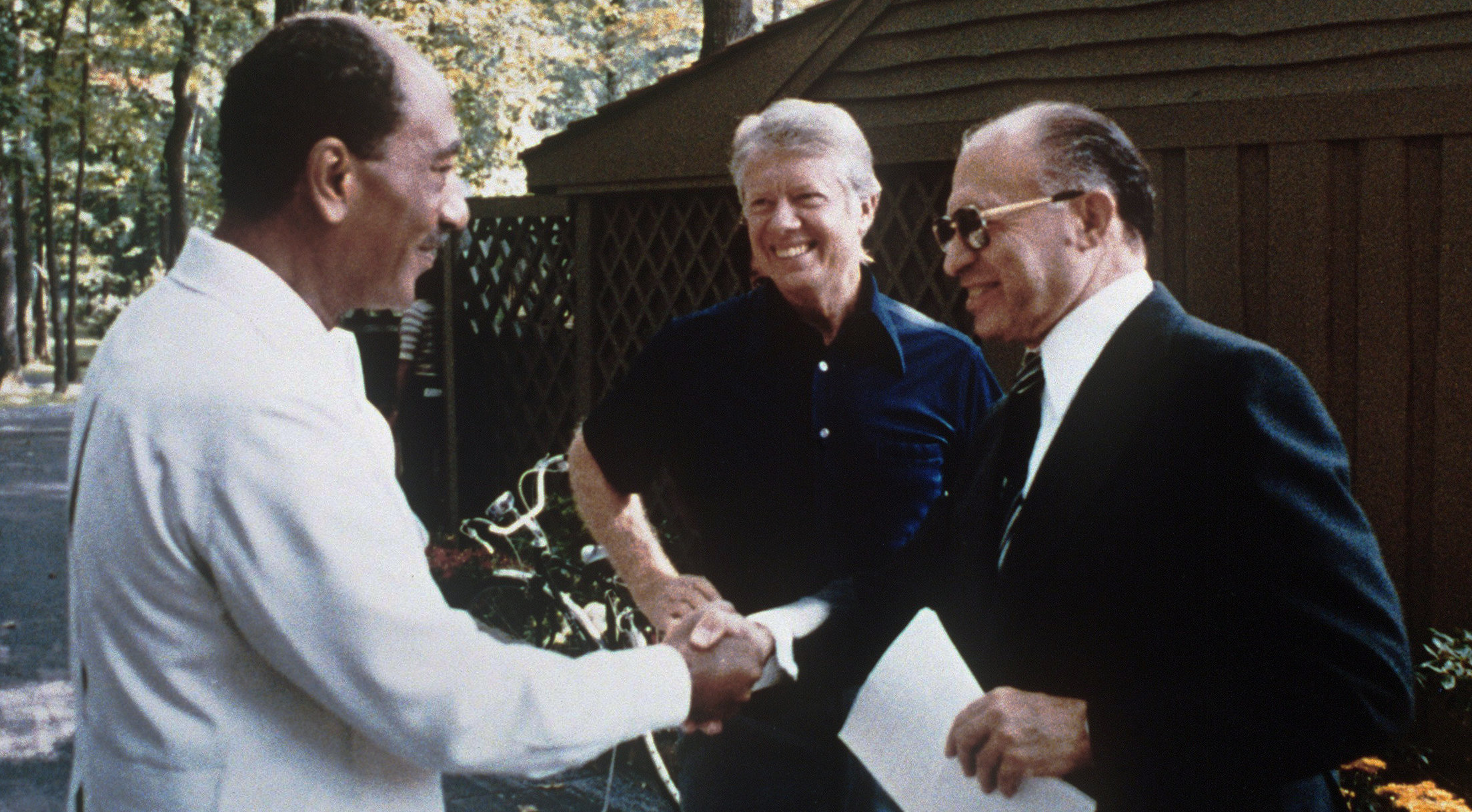
Die Präsidenten Anwar as-Sadat, Jimmy Carter und Ministerpräsident Menachem Begin (von links) in Camp David (USA) im September 1978
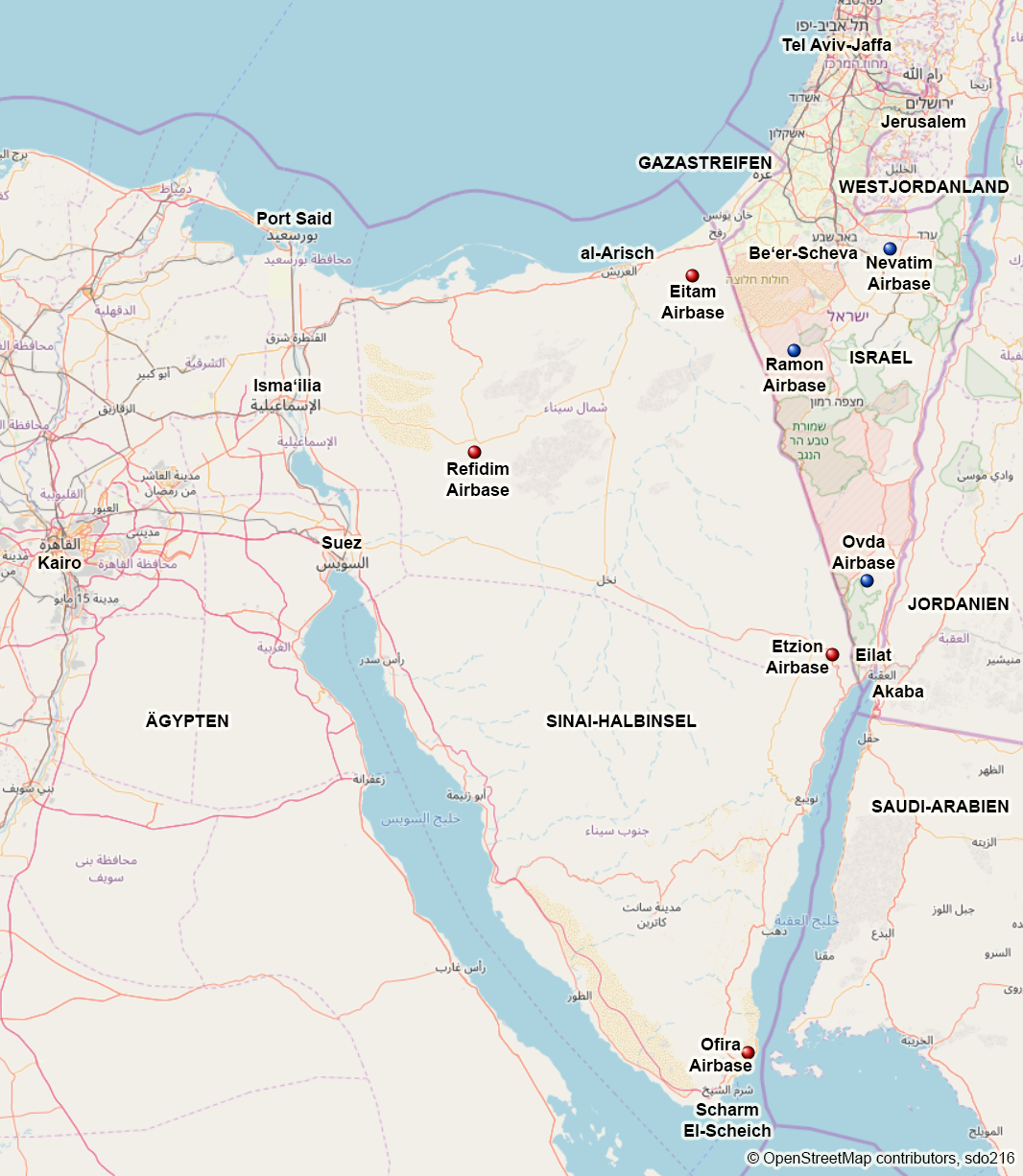
Auf der Sinai-Halbinsel aufgegebene Basen der Israelischen Luftwaffe (rot) und im Süden Israels neu errichtete Stützpunkte (blau)
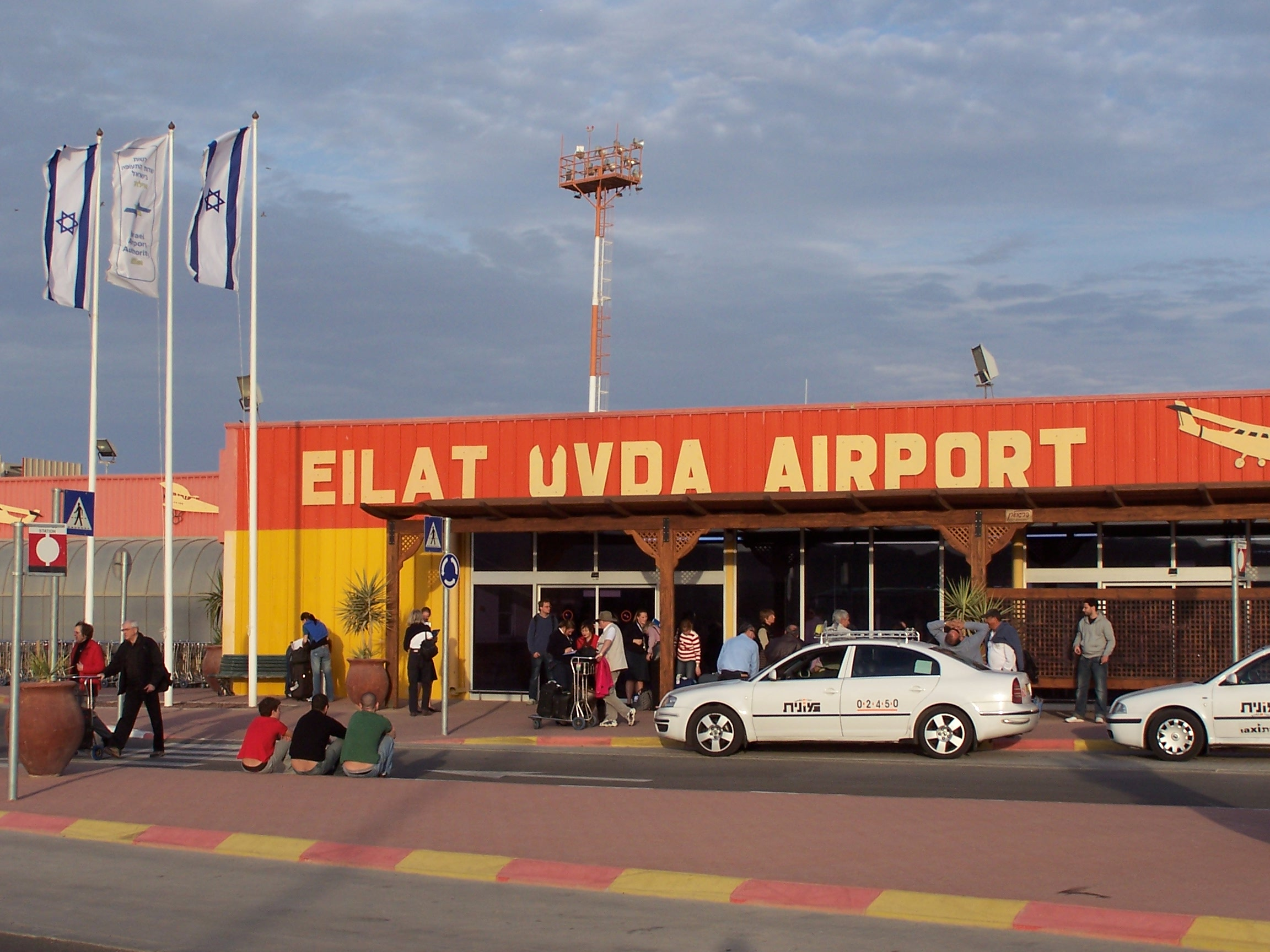
Das alte erste Terminal des zivilen Flughafens Eilat-Ovda im Jahr 2006
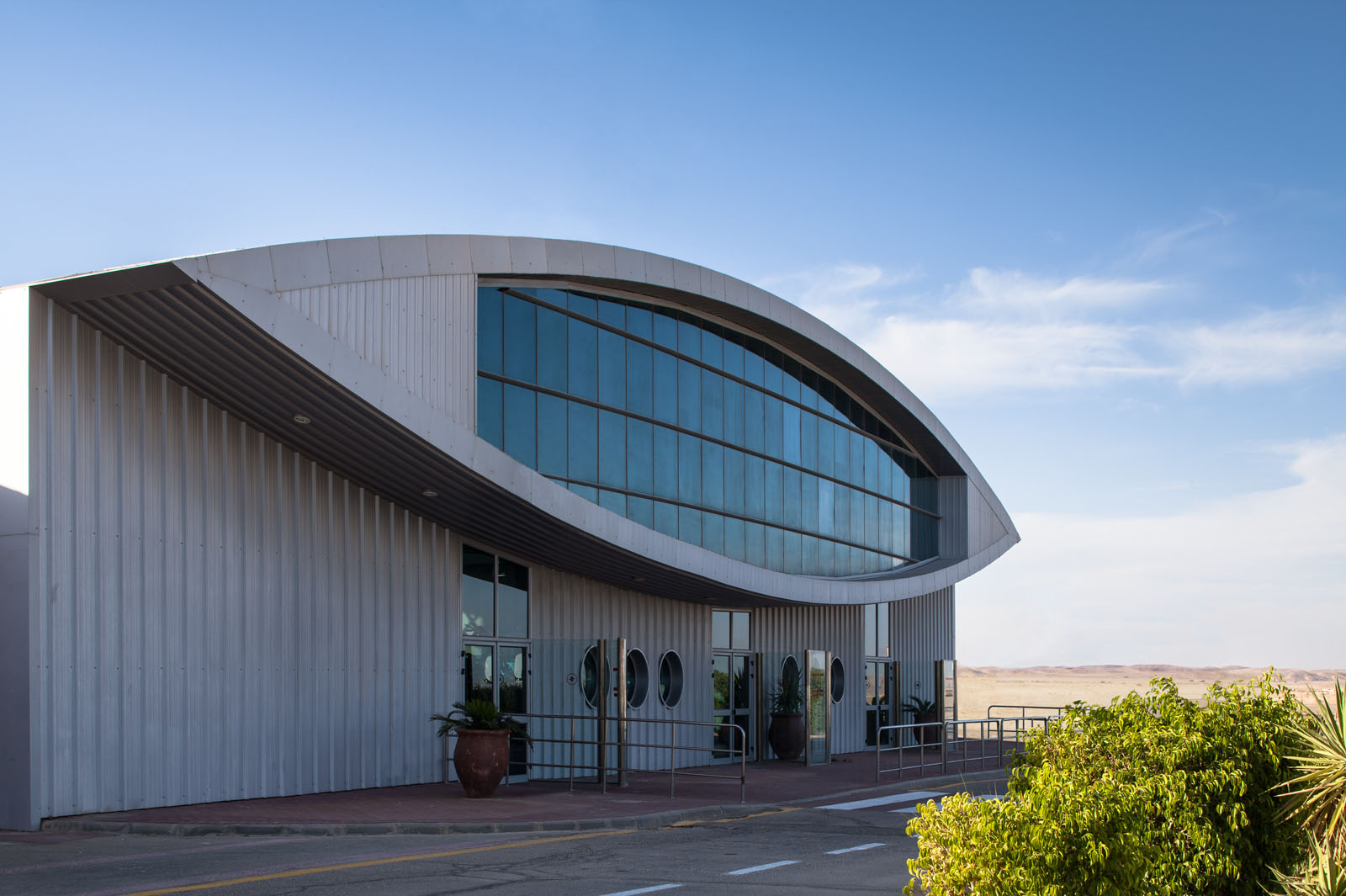
Das neue Terminal, welches am 31. März 2019 aber wieder geschlossen wurde

## Aggressor-Trainingsstaffel
Im März 2005 wurde die sogenannte Aggressor-Trainingsstaffel 115 „Flying Dragon“ auf Ovda wieder ins Leben gerufen. Zu diesem Zeitpunkt flog sie sowohl F-16A Jets als auch AH-1 Cobra Angriffshubschrauber. Ihre Aufgabe ist bzw. war die Simulation feindlicher Jet- oder Hubschrauberangriffe und speziell deren Taktiken, um ein möglichst realistisches Szenario für den Ernstfall zu schaffen. Zu der Staffel gehört auch eine Boden-Luft-Einheit, die feindliche Luftabwehrsysteme simuliert. Die Staffel ist nicht für den tatsächlichen Einsatz gedacht, obwohl die Piloten ausgebildete Kampfflieger und die Jets einsatzfähige Maschinen sind.
Ähnlich der USAF bietet die Staffel diesen Trainingsservice auch anderen Nationen an. Im Mai 2006 trainierte sie zusammen mit der 101. Staffel der Massachusetts Air National Guard und 2008 bereitete sie 55 Piloten der Tschechischen Luftwaffe auf ihren Einsatz in Afghanistan vor. Anfang Dezember 2010 beherbergte die 115. Staffel einige Tornados der Italienischen Luftwaffe und führte mit ihnen zusammen ein einwöchiges Training durch. Ein Jahr später wurde daraus bereits eine zweiwöchige Trainingssession. Auf israelischer Seite wurden F-15 und F-16 Jets verschiedener Staffeln geflogen, auf italienischer Seite Tornados und Eurofighter Typhoons. Im März 2012 nahm auch die Polnische Luftwaffe an einem zweiwöchigen Training auf Ovda teil.

Im Jahr 2013 wurden alle AH-1 Cobra Angriffshubschrauber der IAF stillgelegt, auch die auf Ovda. Im April 2017 wurden die älteren F-16A/B Jets der 115. Staffel durch neuere gebrauchte F-16C/D ersetzt.

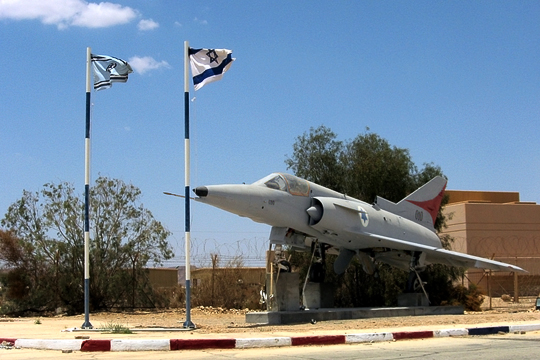
Eine IAI Kfir C.1 aus den 1970/80er Jahren am Eingang der Airbase
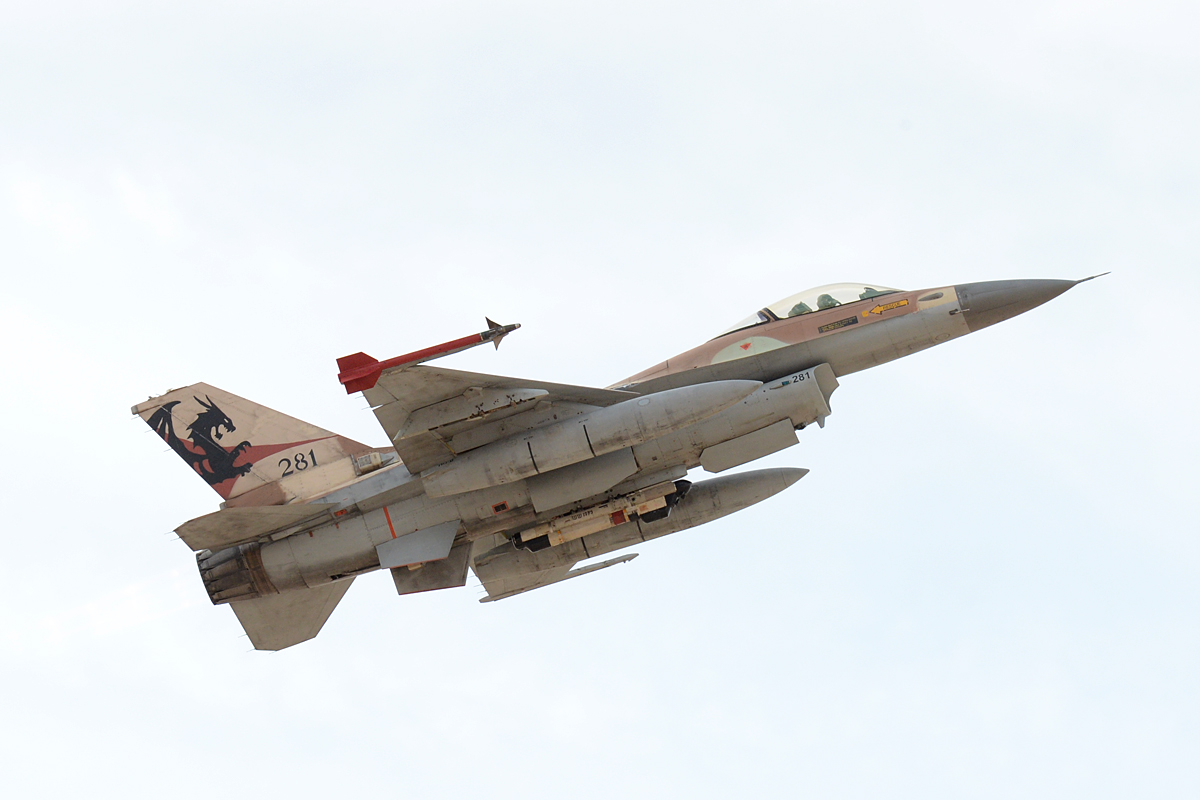
Eine ältere F-16A Netz der 115. Staffel „Flying Dragon“ 2013
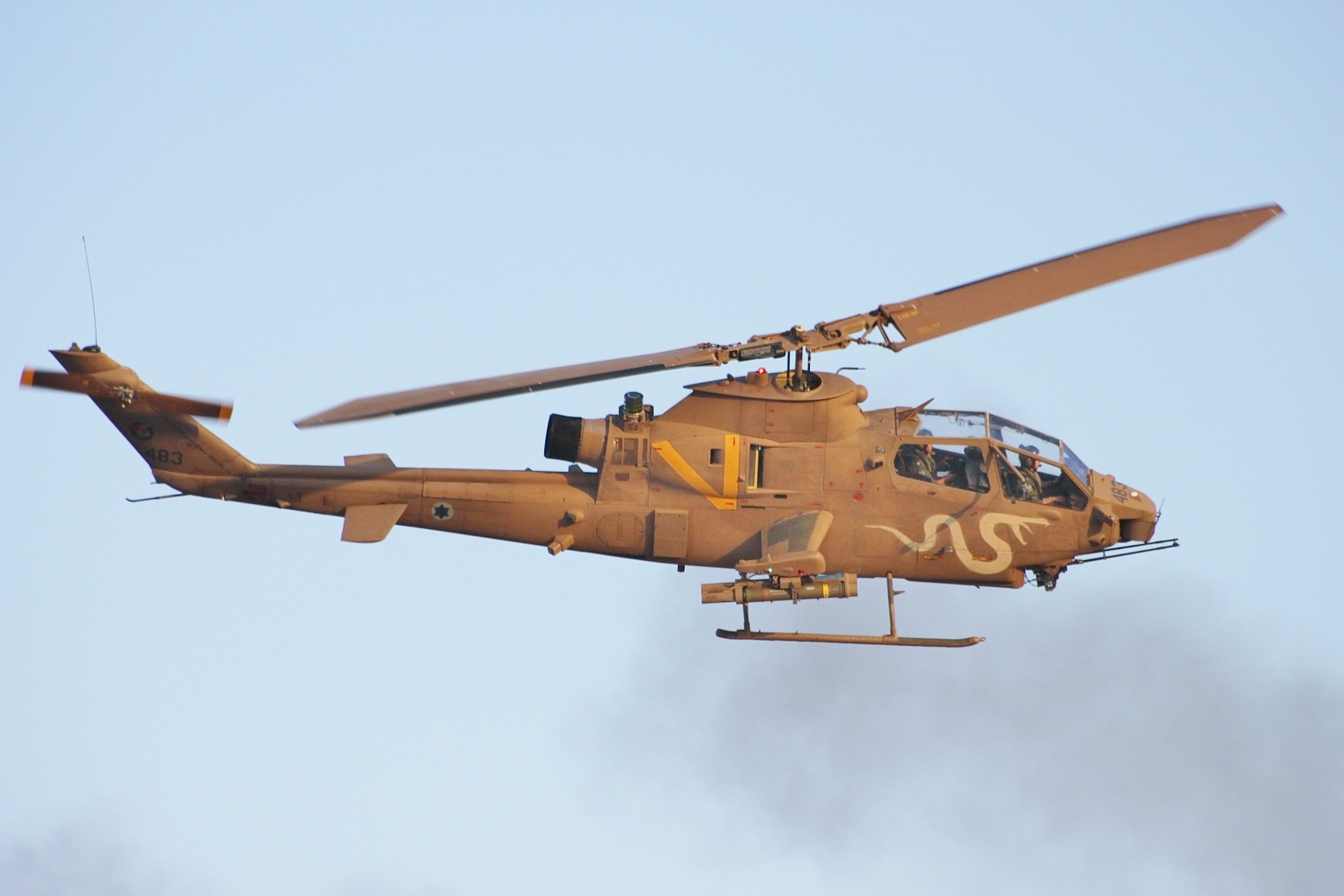
Eine im Jahr 2013 stillgelegte AH-1 Cobra Tzefa der IAF im Juni 2011
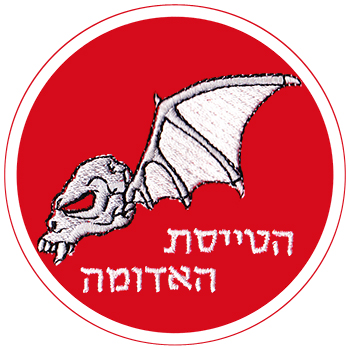
Älteres Symbol der 115. Staffel „Flying Dragon“

## Gegenwart
Anfang März 2024 wurde bekannt, dass zum ersten Mal eine Frau zur Kommandantin einer IAF-Basis ernannt wird. Die ehemalige Transport-Pilotin Lt. Col. „G“ wird in den Rang eines Colonel (Oberst) erhoben werden und das Kommando über den Militärflugplatz Ovda übernehmen. Sie war 2003 der IAF-Flugakademie beigetreten und hatte nach ihrem erfolgreichen Bestehen Transportflugzeuge der IAF geflogen. Später wurde sie dann Kommandantin der 122. Staffel „Nachshon“ auf Nevatim, die mehrere Gulfstream-Jets zur Überwachung und Aufklärung betreibt.
Mitte Mai 2025 erklärte die IAF, dass die 115. Staffel „Flying Dragon“ auf Ovda geschlossen und deren Jets und Personal an aktive Einsatzstaffeln auf anderen Militärflugplätzen übergeben worden seien. Als Begründung wurde angegeben, dies sei im Zuge von Veränderungen in den Kampfarenen nötig geworden. Zukünftig werde man noch mehr auf die Weiterentwicklung und den Einsatz von Simulatoren setzen, in denen die Luftwaffe den Luftkampf trainieren wird. Auch werden die Einsatzstaffeln untereinander diese Aufgabe übernehmen.

## Einheiten
- 115. Aggressor-Trainingsstaffel „Flying Dragon“ – F-16C/D Barak Kampfflugzeuge[11] – Mitte Mai 2025 geschlossen[13]
- IAF Bodenpersonal-Schule
- IAF Offiziers-Schule

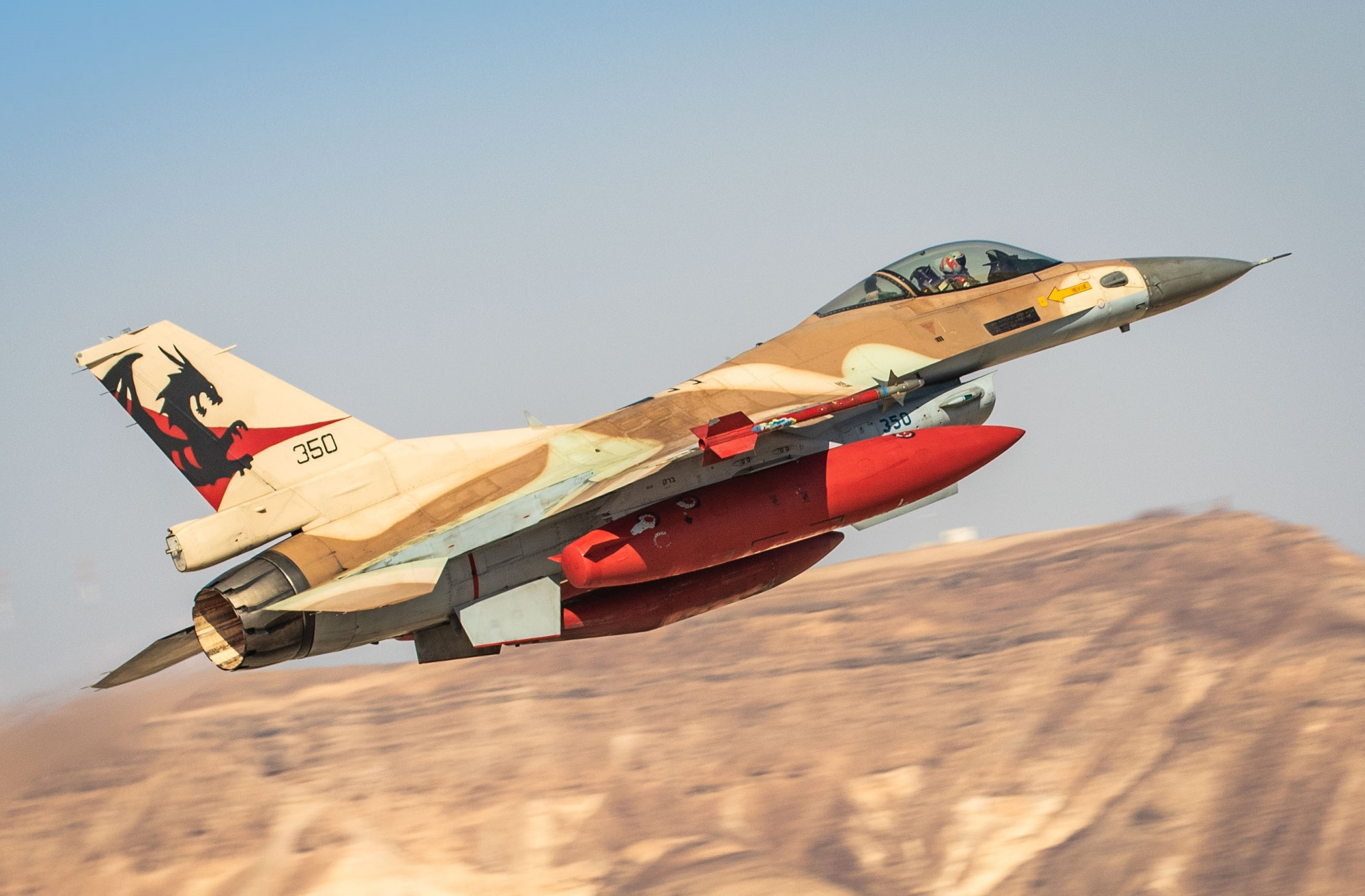
Eine F-16C der 115. Staffel „Flying Dragon“ für Aggressortraining im Januar 2021
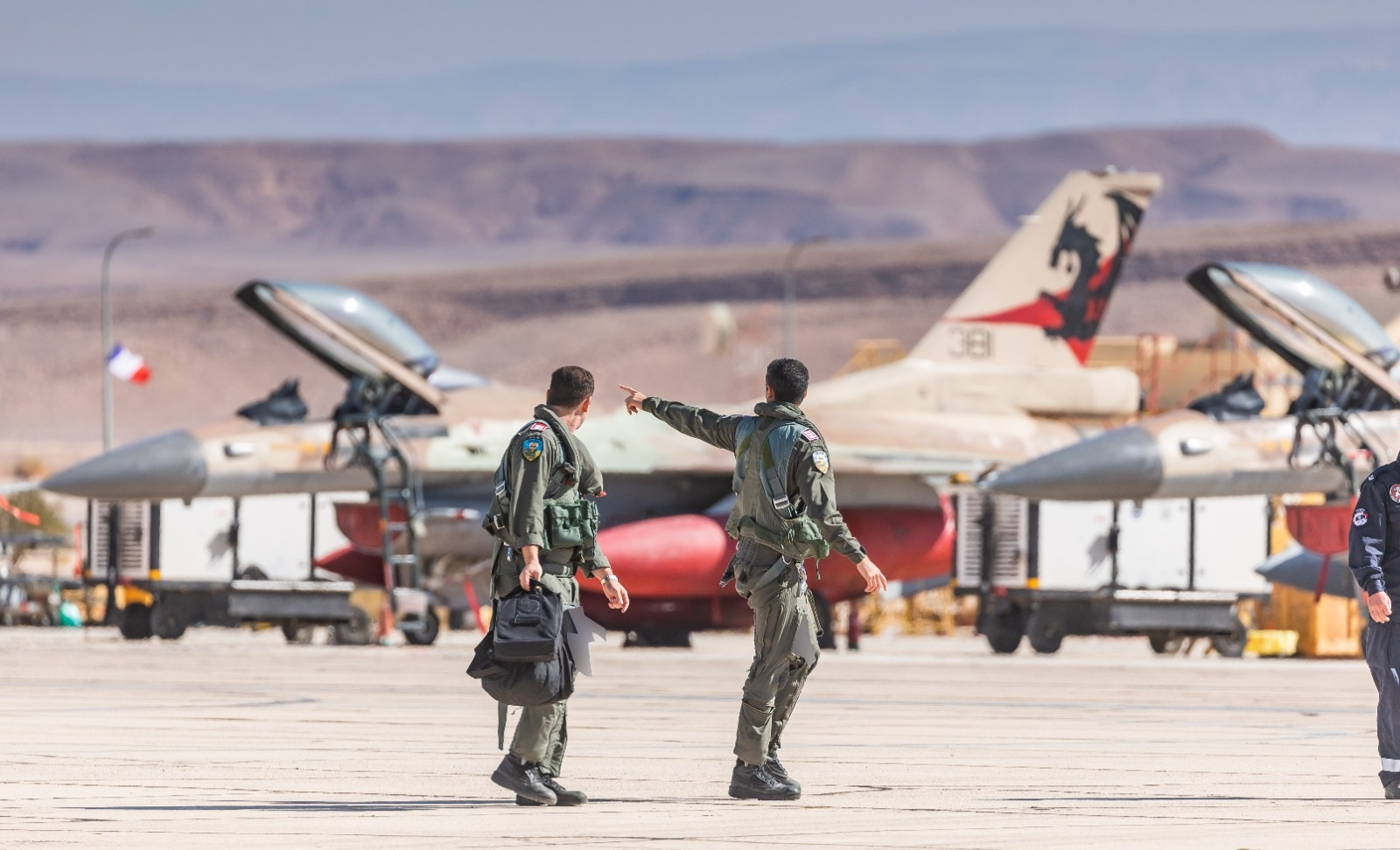
Zwei israelische Piloten vor ihren F-16C Jets der 115. Staffel in Ovda im Oktober 2021
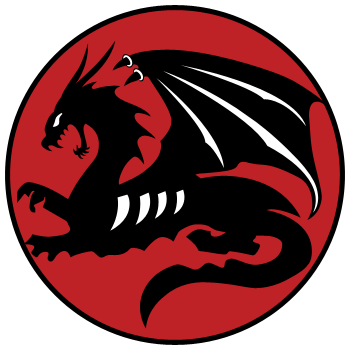
Letztes Symbol der 115. Staffel „Flying Dragon“

Hinweis: Flugzeuge der IAF lassen sich meist über die Symbole am Heck ihrer jeweiligen Staffel zuordnen.

## Blue Flag
Seit 2013 findet auf Ovda alle zwei Jahre im Herbst die Übung Blue Flag statt, zu der mehrere westliche Länder ihre Piloten samt Kampfjets nach Israel entsenden, wo sie einem intensiven Training unterzogen werden, an dem auch die 115. Staffel der IAF mit ihrer Rolle als „Aggressor“ beteiligt ist. Außer den direkt beteiligten Luftwaffen sind regelmäßig auch zahlreiche Beobachter aus anderen Staaten anwesend. Die deutsche Luftwaffe nimmt seit 2017 aktiv an den Übungen teil. An Blue Flag 2019 waren erstmals auch israelische Jets vom Typ F-35I Adir beteiligt.
Blue Flag 2021 war mit neun Teilnehmerländern die bisher umfangreichste Übung dieser Art. Zur Eröffnung überflogen Kampfjets der deutschen und der israelischen Luftwaffe in einer symbolischen Geste gemeinsam die Knesset. Die Luftwaffenchefs Deutschlands, Ingo Gerhartz, und Israels, Amikam Norkin, besuchten außerdem die Holocaust-Gedenkstätte Yad Vashem, wo die deutsche Delegation einen Kranz niederlegte. Eine weitere Neuerung bei Blue Flag 2021 war, dass deutsche Jägerleitoffiziere in der Einsatzzentrale mitarbeiteten. Es war dies das erste Mal, dass Nicht-Israelis diese Funktion ausüben durften, nachdem israelische Offiziere im Jahr zuvor erstmals als Beobachter im deutschen Einsatzgefechtsstand (Control and Reporting Center, CRC) in Erndtebrück bei der binationalen Übung Blue Wings zugelassen gewesen waren.
Folgende Länder nahmen bisher an Blue Flag teil:
- 2013: Israel, USA, Griechenland, Italien[20]
- 2015: Israel, USA, Griechenland, Polen[21]
- 2017: Israel, USA, Griechenland, Polen, Italien,  Indien, Frankreich, Deutschland[14]
- 2019: Israel, USA, Griechenland, Italien, Deutschland[15]
- 2021: Israel, USA, Griechenland, Italien, Griechenland, Indien, Frankreich, Deutschland, Großbritannien[17]

Die für 2023 geplante Übung wurde wegen des Terrorüberfalls der Hamas und dem anschließenden Gazakrieg abgesagt.

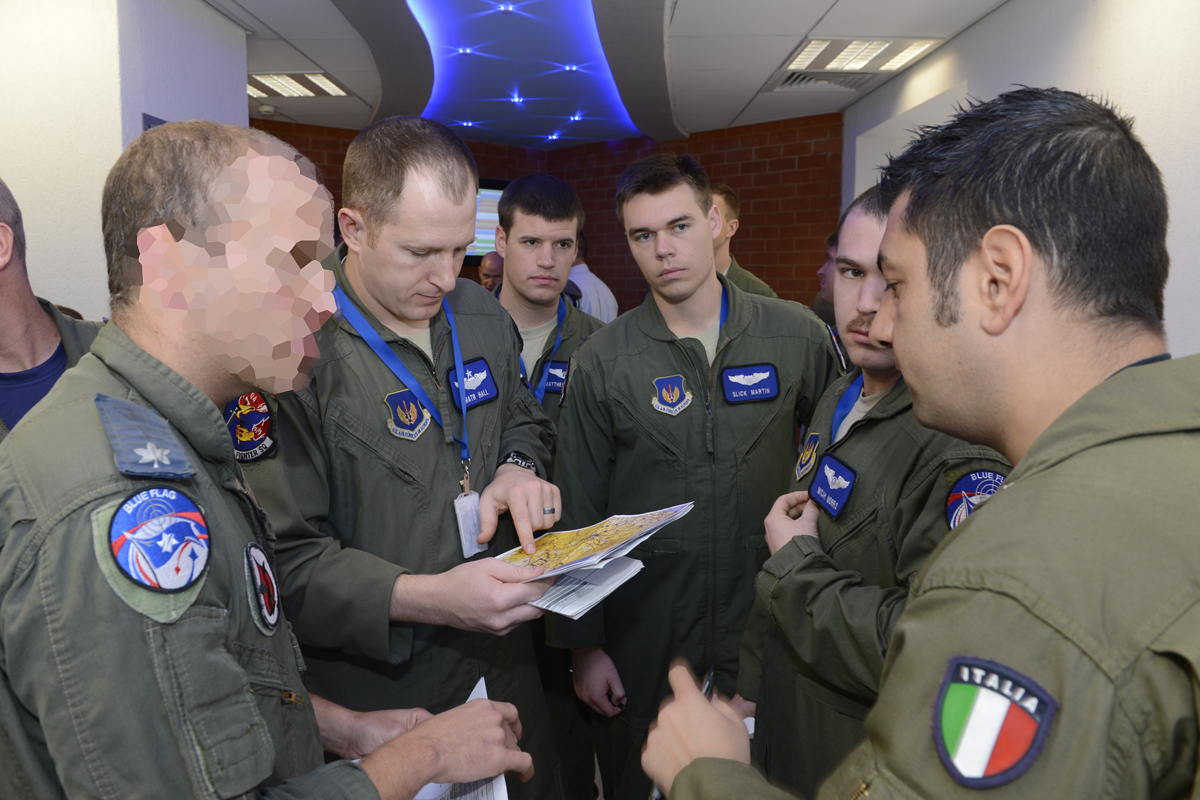
Israelische, italienische und US-Piloten in Ovda während der Übung Blue Flag 2013
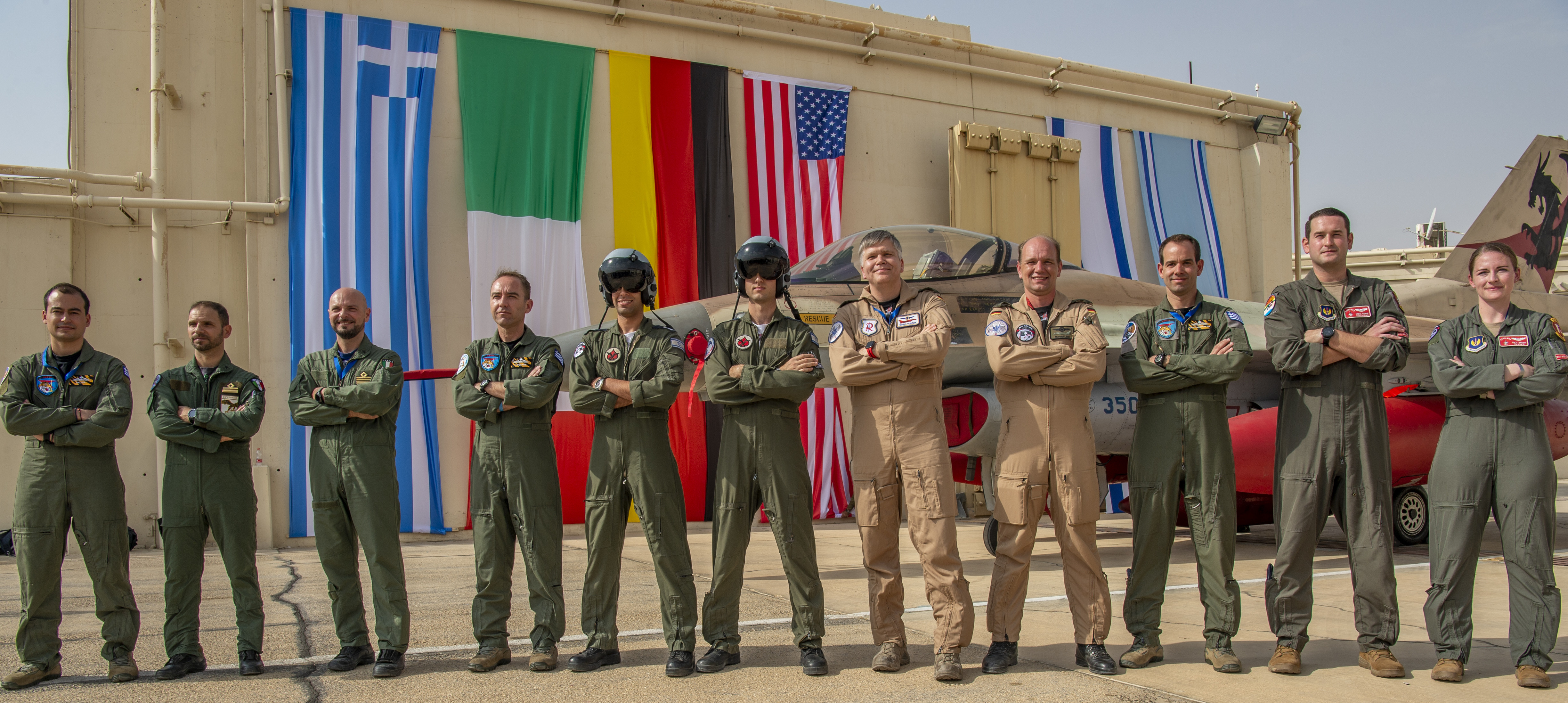
Die Bodencrews aus verschiedenen Ländern während der Übung Blue Flag 2019
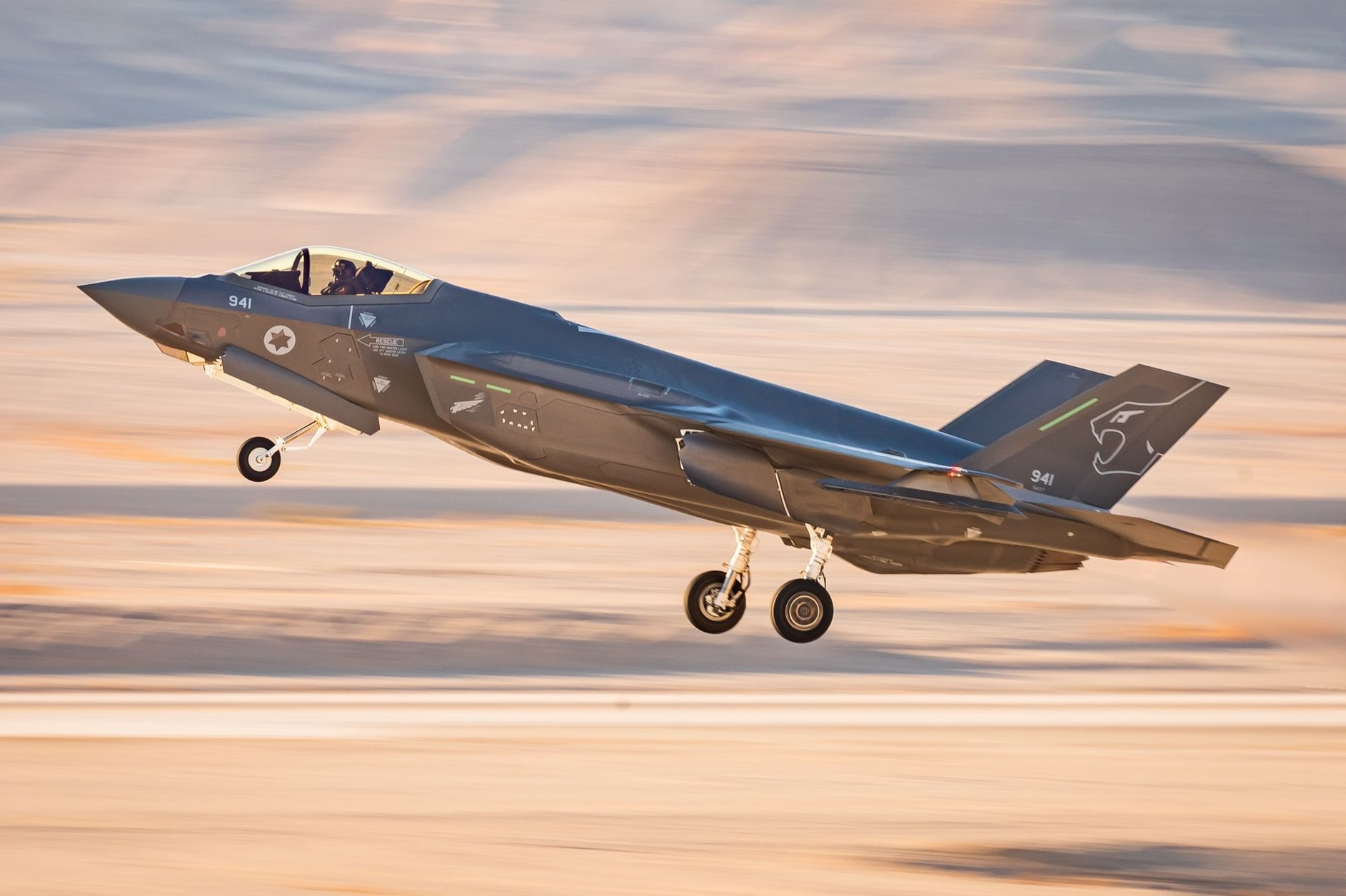
Eine F-35I Adir der IAF auf der Ovda Airbase während der Übung Blue Flag 2021
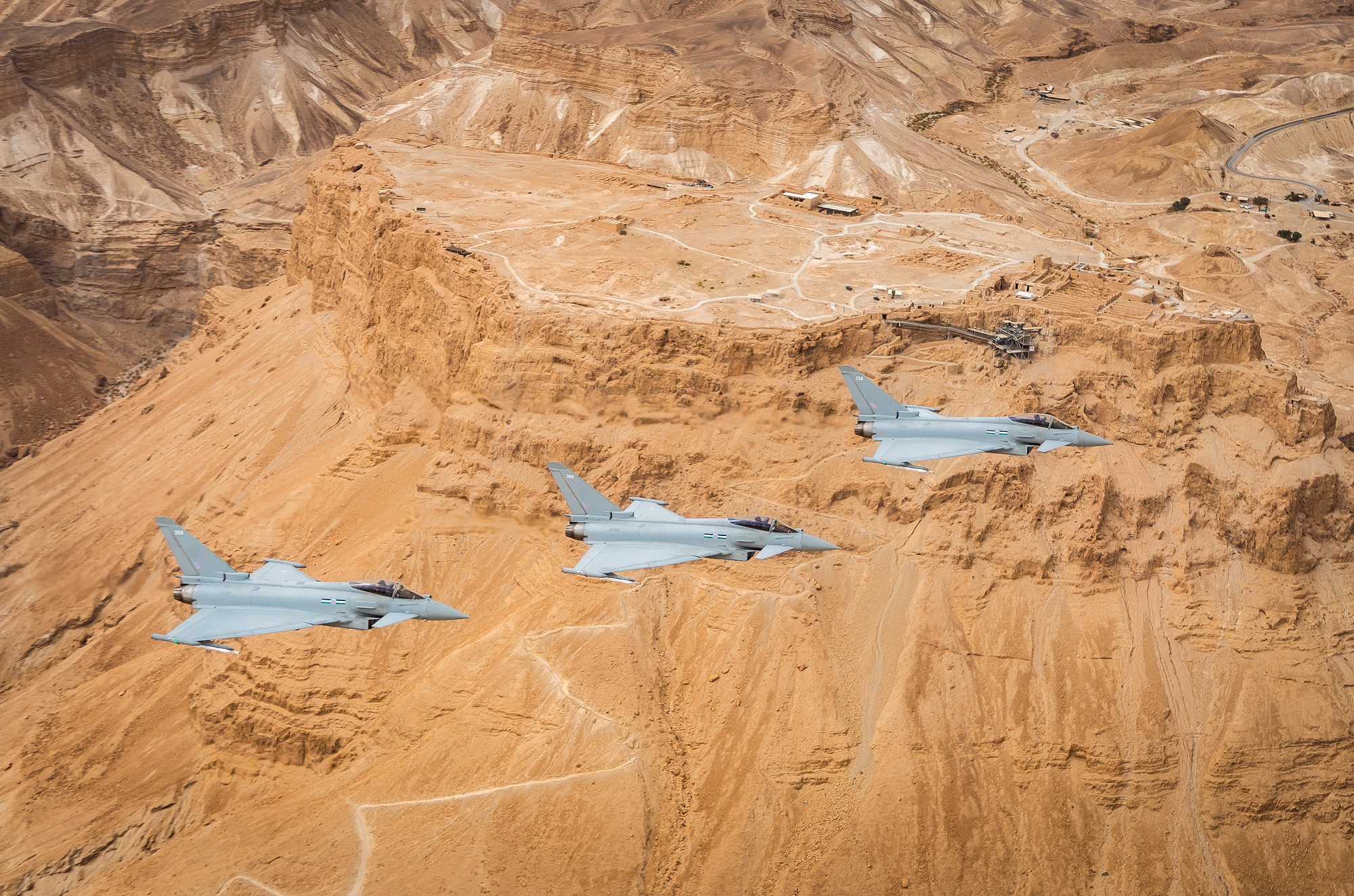
Eurofighter der Royal Air Force vor der Festung Masada während Blue Flag 2021
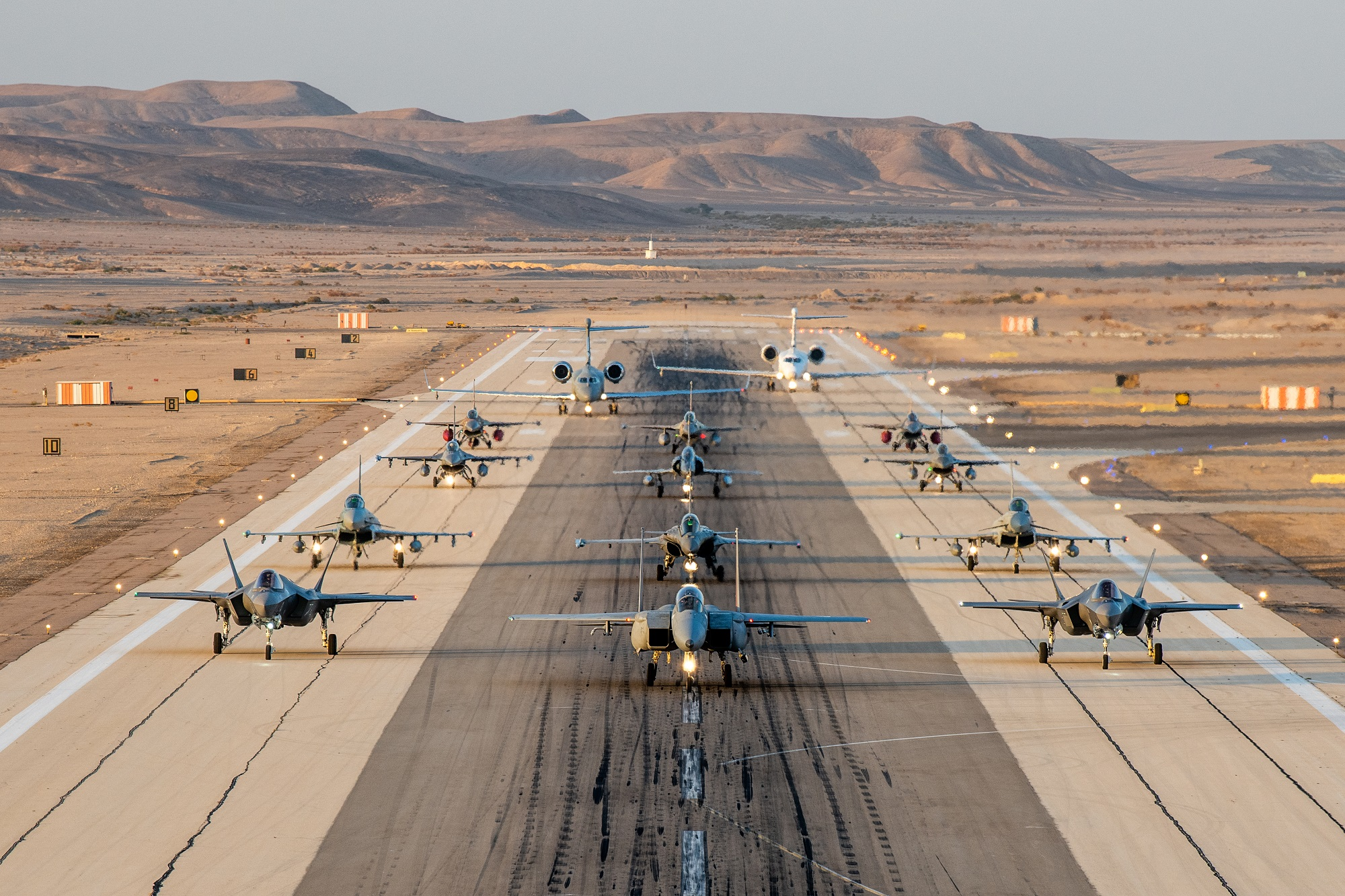
Ein „Elephant Walk“ auf der Startbahn in Ovda während Blue Flag 2021
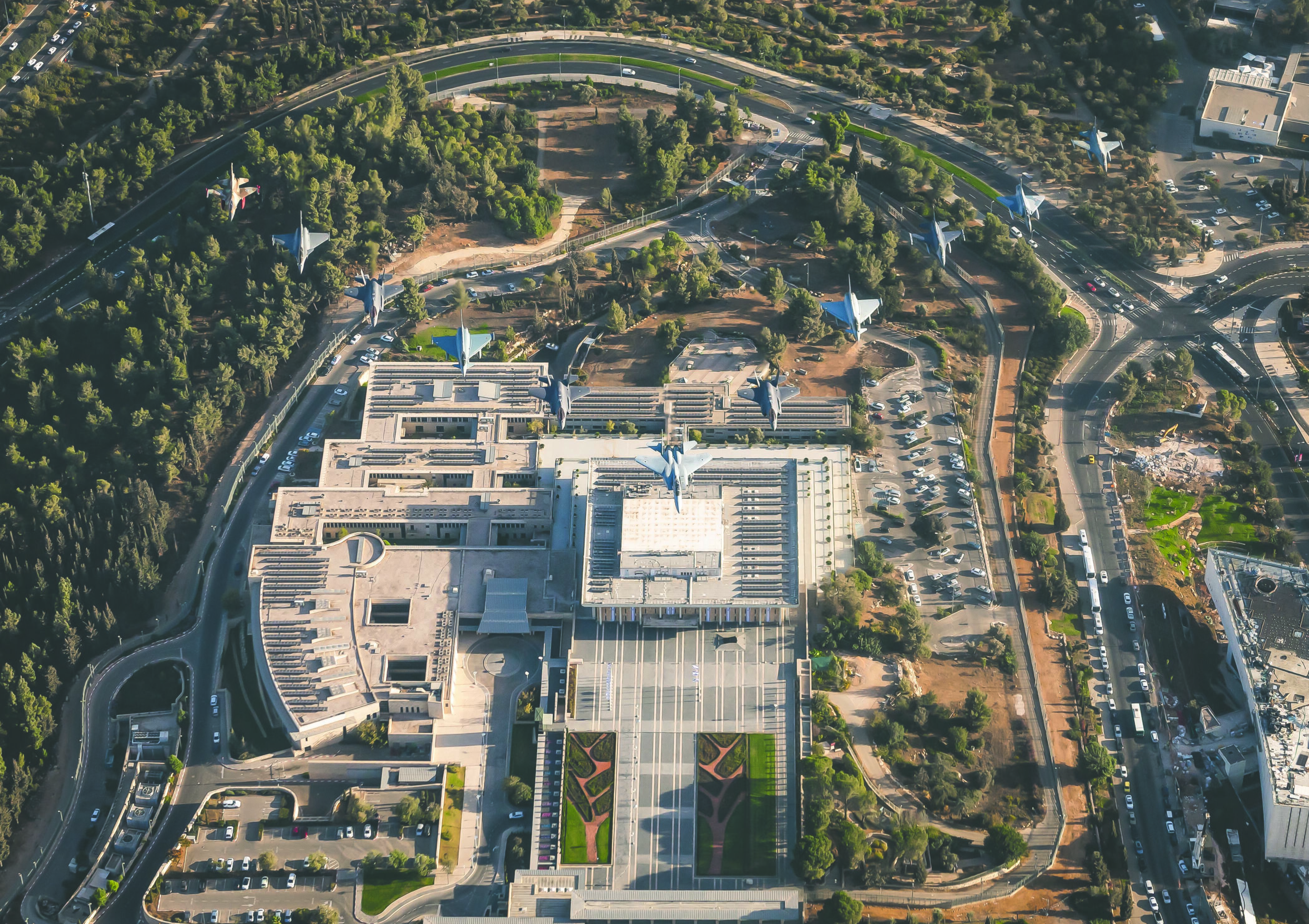
Gemeinsamer Überflug der Knesset in Jerusalem während Blue Flag 2021